# Cumberland Championships 1957
Die Cumberland Championships 1957 im Badminton fanden am 9. Februar 1957 in Carlisle statt.

## Die Sieger
| Disziplin    | Sieger                          |
| ------------ | ------------------------------- |
| Herreneinzel | A. R. V. Dolman                 |
| Dameneinzel  | P. M. Semple                    |
| Herrendoppel | A. R. V. Dolman Kenneth Derrick |
| Damendoppel  | S. J. Baldwin P. M. Semple      |
| Mixed        | M. W. Holborn Brenda Holborn    |